# T Muscae
T Muscae är en halvregelbunden variabel av SRB-typ i stjärnbilden Flugan.
Stjärnan varierar mellan visuell magnitud +7,6 och 9,0 med en period av 1 021 dygn eller 2,80 år.